# Хроника Холодной войны (1973 год)
Хронология Холодной войны
- 1943
- 1944
- 1945
- 1946
- 1947
- 1948
- 1949
- 1950
- 1951
- 1952
- 1953
- 1954
- 1955
- 1956
- 1957
- 1958
- 1959
- 1960
- 1961
- 1962
- 1963
- 1964
- 1965
- 1966
- 1967
- 1968
- 1969
- 1970
- 1971
- 1972
- 1973
- 1974
- 1975
- 1976
- 1977
- 1978
- 1979
- 1980
- 1981
- 1982
- 1983
- 1984
- 1985
- 1986
- 1987
- 1988
- 1989
- 1990
- 1991

- 27 января: Парижские мирные соглашения прекращают американское участие в войне во Вьетнаме. Конгресс сокращает средства на продолжающуюся бомбардировку Индокитая.
- 21 февраля: Подписано Вьентьянское соглашение о прекращении огня в гражданской войны в Лаосе. Договор требует удаления всех иностранных военных из Лаоса. Договор призывает к созданию коалиционного правительства, но не реализуется.
- 21 июня: Западная Германия и Восточная Германия допущены в Организацию Объединённых Наций.
- 10 июля: Багамские острова становятся независимыми от Великобритании.
- 11 сентября: Военный переворот в Чили — демократически избранный президент Сальвадор Альенде, свергнут и убит во время переворота во главе с генералом Аугусто Пиночетом.
- 6 октября: Война Судного дня — Израиль подвергается нападению Египта и Сирии, война заканчивается прекращением огня.
- 14 октября: Восстание в Таиланде.
- 22 октября: Египет переходит в американский лагерь, приняв предложение США о прекращении огня во время войны в октябре 1973 года.
- 11 ноября: Советский Союз объявляет, что из-за противодействия недавнему свержению правительства Чилийского президента Сальвадора Альенде сборная СССР по футболу не будет играть в футбольном матче чемпионата мира против чилийской команды, если матч будет проходить в Сантьяго.